# Casa Jaume Casasses
La Casa Jaume Casasses és una obra modernista de Vic (Osona) protegida com a Bé Cultural d'Interès Local.

## Descripció
Edifici civil. Casa de carrer el tram de la façana de la qual és molt estret, consta de PB i dos pisos. La façana es troba orientada a llevant i presenta un portal de forma parabòlica i d'una amplada considerable. El mur de la part baixa és recobert amb pedra, l'arc parabòlica o caternari és allindat, espai on s'inscriuen decoracions d'estuc amb mosaics i amb gelosies de ferro forjat. La llinda duu el nom de JAIME CASASES, amb mosaic. El balcó del primer pis és més que el del segon i és sostingut per mènsules que se situen damunt el portal. Les llindes i baranes són decorades. La barbacana té també decoracions de mosaic. L'estat de conservació es bo per bé que caldria netejar la façana per tal que lluïssin més els diversos materials.

## Història
Aquesta casa situada a la Plaça dels Màrtirs que constitueix un dels nuclis de l'eixample de Morató, fou construïda el 1908 per Jaume Casasses fuster d'ofici i propietari de la casa. El seu ofici no era la construcció però va saber captar amb gran encert l'estètica que caracteritzava l'art de principis de segle.